# Leopoldo González González
Leopoldo González González (ur. 31 października 1950 w Abasolo) – meksykański duchowny rzymskokatolicki, arcybiskup metropolita Acapulco od 2017.

## Życiorys
Święcenia kapłańskie otrzymał 23 listopada 1975 i został inkardynowany do archidiecezji Morelia. Po święceniach został wychowawcą w miejscowym seminarium. Przez wiele lat był także jego rektorem. Od 1995 był wikariuszem generalnym archidiecezji.
18 marca 1999 papież Jan Paweł II mianował go biskupem pomocniczym archidiecezji Morelia, ze stolicą tytularną Voncaria. Sakry biskupiej udzielił mu 19 maja 1999 ówczesny arcybiskup Morelii - Alberto Suárez Inda. On też przydzielił mu funkcję kierownika wydziału kurialnego ds. formacji stałej duchowieństwa.
9 czerwca 2005 został mianowany biskupem ordynariuszem diecezji Tapachula.
30 czerwca 2017 został mianowany arcybiskupem metropolitą Acapulco, zaś 29 sierpnia 2017 kanonicznie objął urząd.